# ヤングショー
『ヤングショー』は、1965年10月4日から同年10月18日までTBS系列局で放送されていたTBS製作の音楽番組である。花王石鹸（現・花王）の一社提供。全3回。放送時間は毎週月曜 19:00 - 19:30 （日本標準時）。
朝日放送製作の『いとはんと丁稚どん』放送開始までのつなぎ番組として放送。当時の若手歌手と、その歌手とゆかりのあるゲストを迎えて行われていた。

## 出演者

### メインゲスト
- 橋幸夫（10月4日）
- 弘田三枝子（10月11日）
- こまどり姉妹（10月18日）

### その他のゲスト
- 石井伊吉（毒蝮三太夫）
- 中村八大
- 萩本欽一
- 玉川良一
- 人見きよし
- ほか